# Orlando Jorge Mera
Orlando Jorge Mera, né le 22 novembre 1966 à Santiago de los Caballeros et mort le 6 juin 2022 à Saint-Domingue, est un avocat et homme politique dominicain.

## Biographie
Fils de l'ex-président Salvador Jorge Blanco (1982-1986), Orlando Jorge Mera est nommé ministre de l'Environnement et des Ressources naturelles par le président Luis Abinader le 16 août 2020.
Le 6 juin 2022, il est tué dans son bureau par Fausto Miguel Cruz de la Mota, un ami d'enfance ayant fait fortune dans la production de ciment et qui avait été affecté négativement par ses politiques environnementales strictes.  Le 26 avril 2023, Fausto Miguel Cruz de la Mota est condamné à trente ans de réclusion criminelle à la prison de Najayo pour cet assassinat. 